# ベンゾイン
1. 安息香の英語名 (benzoin) に由来した呼称。安息香を参照のこと。この呼称 "benzoin" が "benzoic acid"（安息香酸）の語源となり、そこからベンゼンを始めとするさまざまな芳香族化合物の名称が派生した。
2. 芳香族で、示性式が C6H5C(=O)CH(OH)C6H5 と表される有機化合物の一種 (benzoin)。以下に示す。

ベンゾイン（benzoin）は、芳香族に分類される有機化合物のひとつ。ベンゾイン縮合の反応生成物として知られる。IUPAC命名法では2-ヒドロキシ-1,2-ジフェニルエタノン (2-hydroxy-1,2-diphenylethanone) と表される。ベンゾインが持つ部分構造 (-C(=O)CH(OH)-) は、アシロイン構造と呼ばれる。
ベンゾインは、ベンズアルデヒド 2分子から、シアン化物イオンを触媒とする縮合反応によって生成物として得られる。この縮合反応をベンゾイン縮合と呼ぶ。
ベンゾインを硝酸などで酸化すると、ベンジル (benzil、C6H5C(=O)C(=O)C6H5) が得られる。